# Родопска салата
Родопската салата, която е първообраз на овчарската салата, представлява вариант на шопската салата, но без сирене, към която се добавят кубчета охладени сварени картофи и/или зрял фасул (добре сварен и охладен, или боб от готова консерва).
Когато се приготвя без фасул се добавя заливка от леко подкиселен бульон с натрошени на дребно забулени яйца, които се варят заедно с късчета сушено месо – пастърма, филе или сушено месо от бут (печена, или жарена шунка).
Като подправки се добавят стрита или изсушена самардала и чесън. За подкиселяване на бульона (служещ за заливка – дресинг) може да се използва обикновен винен оцет (но не ябълков) или лимонена киселина.
Гъби, магданоз и маслини не се използват в традиционните рецепти нито на овчарската, нито на родопската салата, но са често включвани в съвременните варианти и на двете салати.